# Дьоміно (Нікольський район)
Дьо́міно (рос. Дёмино) — присілок у складі Нікольського району Вологодської області, Росія. Входить до складу Кемського сільського поселення.

## Населення
Населення — 161 особа (2010; 178 у 2002).
Національний склад (станом на 2002 рік):
- росіяни — 99 %